# Habitation Loyseau
L'habitation Loyseau, de nos jours habitation Loiseau (également orthographié L'Oiseau), ou parfois appelée Habitation Guilliod, est une ancienne plantation coloniale située à Vieux-Habitants, sur l'île de Basse-Terre, dans le département de la Guadeloupe en France. 
Fondée au XIXe siècle, elle est désormais convertie en maison d'hôtes. Deux bâtiments, la maison principale et la bonifierie, sont inscrits aux monuments historiques depuis 2016.

## Historique
À l'origine l'habitation est une exploitation caféière fondée au début du XIXe siècle par la famille Loyseau, sur un domaine de 5 hectares situé sur la rive gauche de la Grande Rivière des Vieux-Habitants. La propriété agricole est alors exploitée par des esclaves, puis par des immigrants indiens venus en Guadeloupe après la seconde abolition de l'esclavage.
En 1894, elle est rachetée par adjudication par Amédée Labique, homme de couleur libre, propriétaire de deux caféières d'altitude, futur maire de Vieux-Habitants, et grand-oncle de l'homme politique Gratien Candace.
La maison de maître actuelle est reconstruite en 1916 par Adrien Étienne dans le style colonial et la bonifierie (local de transformation du café) est réalisée en 1920, devenant la plus importante de la vallée de la Grande Rivière. L'habitation Loyseau devient par la suite la propriété de l'homme politique Raymond Guilliod et reste dans la famille,.
L'habitation Loiseau est désormais devenue un établissement de chambres d'hôtes qui a notamment accueilli Jacques Chirac ou Brigitte Bardot. Elle sert également de lieu événementiel tel que pour l'exposition « Art an nati ».
Les bâtiments préservés de l'habitation-caféière, la bonifierie (rénovée en 2002), la roue à aubes pour décerisage, et le boucan à tiroirs sont classés aux monuments historiques le 27 avril 2016.

## Architecture
La maison de maître est bâtie en janvier 1916 sur les plans d'Adrien Étienne, un charpentier actif en Guadeloupe, dans la tradition architecturale de style colonial du début du XXe siècle. Elle est construite en bois et en tôle pour le toit, sur deux niveaux avec une galerie courante en retrait à l'étage accessible par un escalier donnant sur trois chambres, avec un toit à croupe ouvert par des lucarnes.
Dans les années 1960, elle est doublée par une maçonnerie sur sa partie arrière.

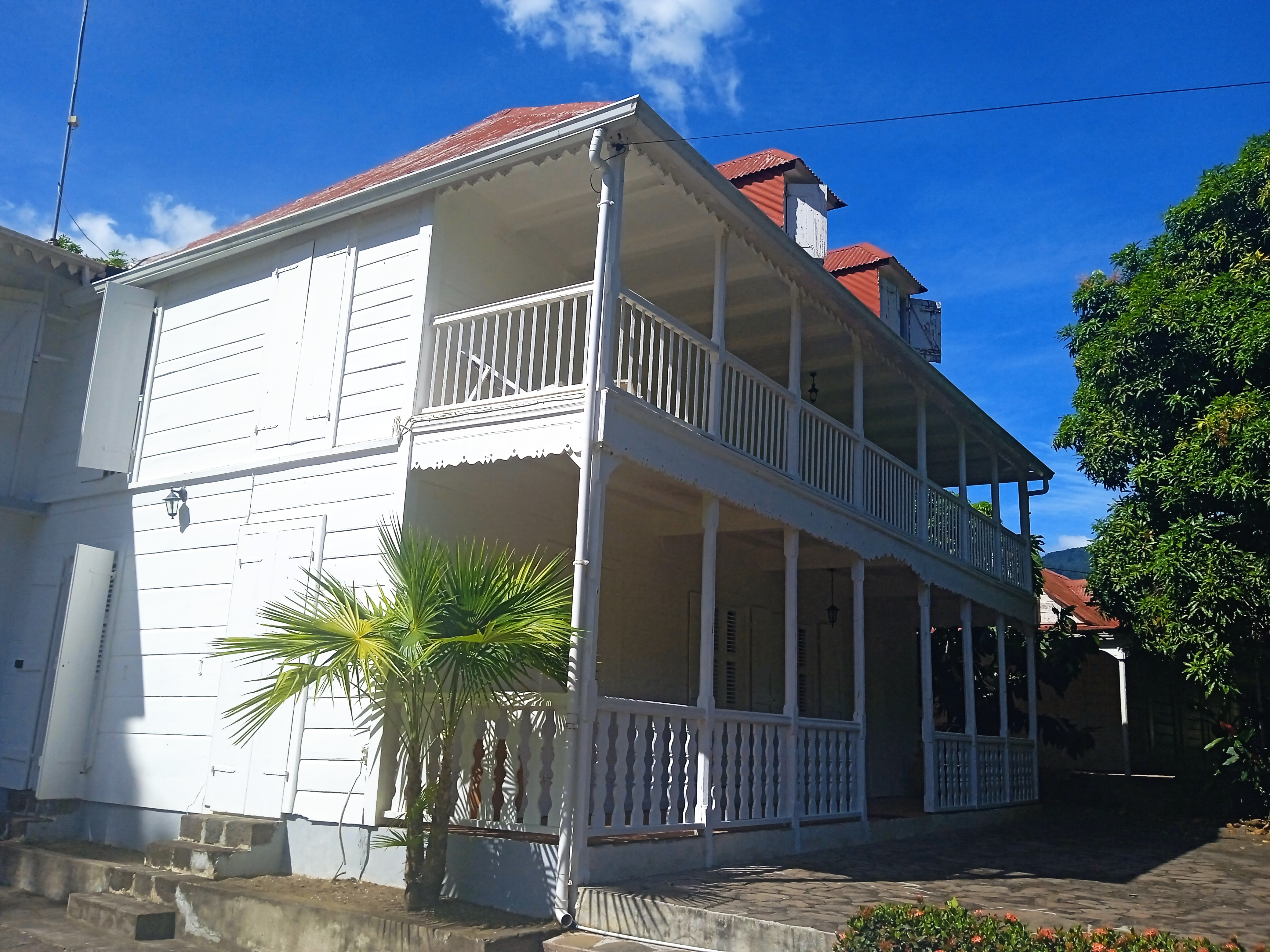
Habitation Loyseau.
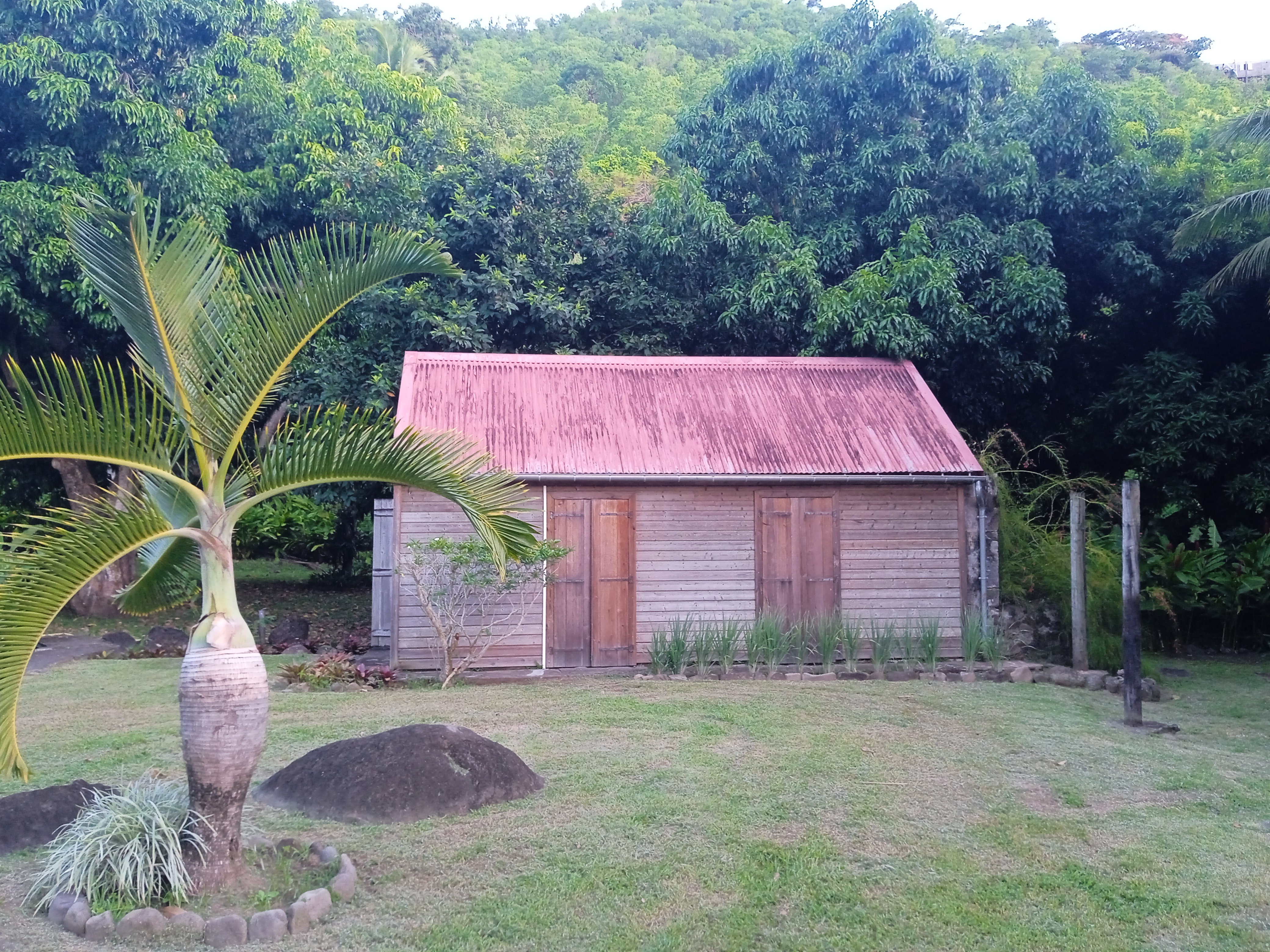
Boucan à tiroirs de l'habitation Loyseau.
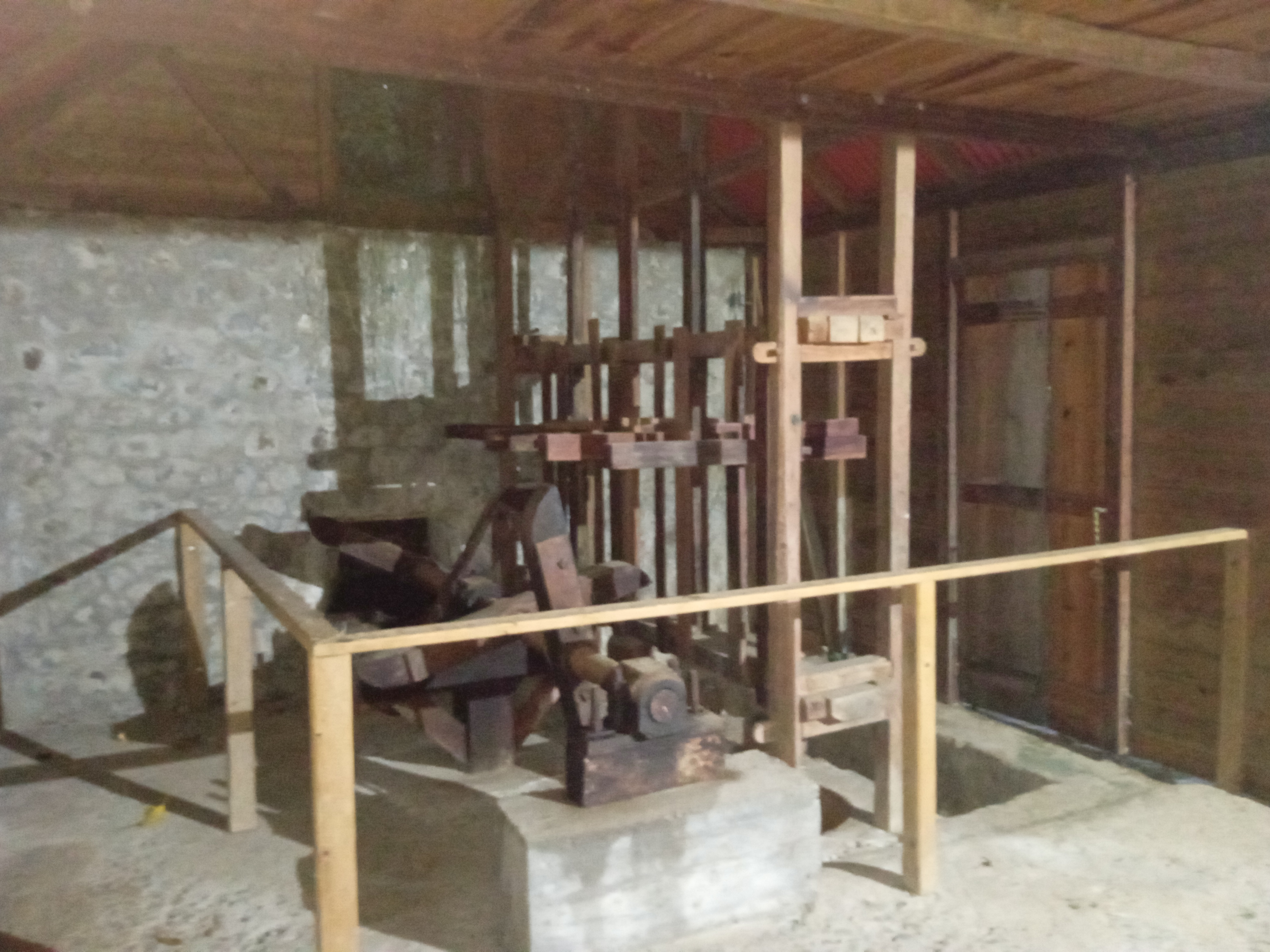
Intérieur du boucan à tiroirs de l'habitation Loyseau.
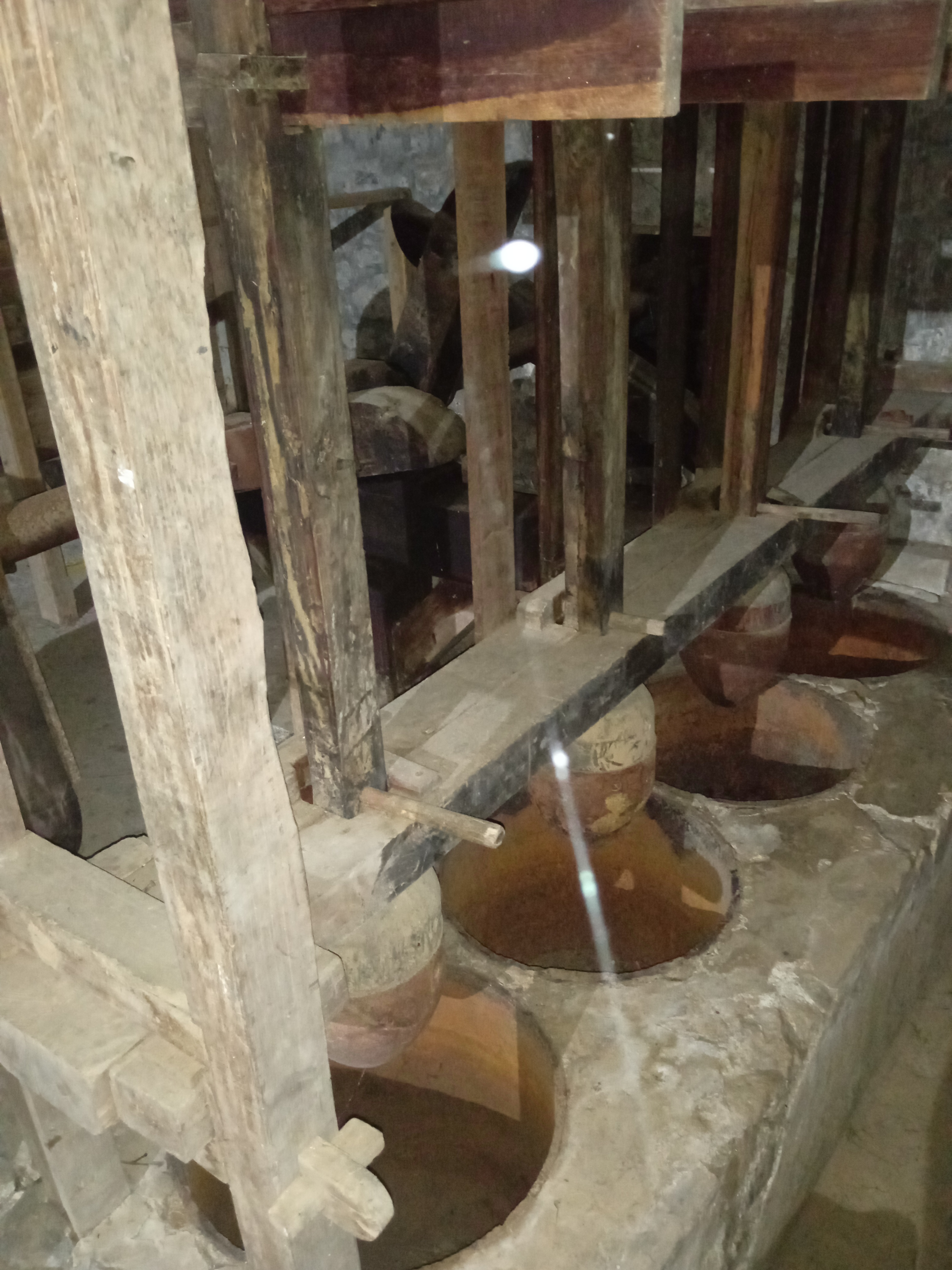
Intérieur du boucan à tiroirs de l'habitation Loyseau.

## Personnalités s'étant produit lors de concert à l'Habitation
- Jacques d'Arbaud
- Harry Diboula
- Yvan Voice